# Bonjour, c'est moi !
Pour plus de détails, voir Fiche technique et Distribution.
Bonjour, c'est moi (en arménien Բարև, ես եմ, Barev, yes em) est un film soviétique tourné en Arménie réalisé par Frounze Dovlatyan, sorti en 1966.

## Synopsis
Artyom Manvelyan est un physicien renommé. Il dirige un laboratoire de cosmologie dans les monts Aragats. Il se remémore sa vie : ses amours, ses amis, la guerre.

## Fiche technique
- Titre : Bonjour, c'est moi
- Titre original : Բարև, ես եմ (Barev, yes em)
- Réalisation : Frounze Dovlatyan
- Scénario : Arnold Agababov
- Musique : Martyn Vartazaryan
- Photographie : Albert Yavuryan
- Montage : Galina Miloserdova
- Société de production : Armenfilm
- Pays :  Union soviétique
- Genre : Drame et romance
- Durée : 137 minutes
- Dates de sortie :
  -  Union soviétique : 26 mars 1966

## Distribution
- Armen Djigarkhanian : Artyom Manvelyan
- Rolan Bykov : Oleg Ponomaryov
- Natalya Fateeva : Lyusya
- Margarita Terekhova : Tanya
- Luchana Babichkova : Irina Pavlovna
- Frounze Dovlatyan : Zaryan
- Galya Novents : Nazi
- Georgi Tusuzov : Aharon Izrailevich
- Aleksey Bakhar : Tani
- Natalya Vorobyova : Tanya

## Distinctions
Le film a été présenté en sélection officielle en compétition au Festival de Cannes 1966.